# Bugula gnoma
Bugula gnoma is een mosdiertjessoort uit de familie van de Bugulidae. De wetenschappelijke naam van de soort is voor het eerst geldig gepubliceerd in 2012 door Vieira, Winston & Fehlauer-Ale.